# Čípek (oko)

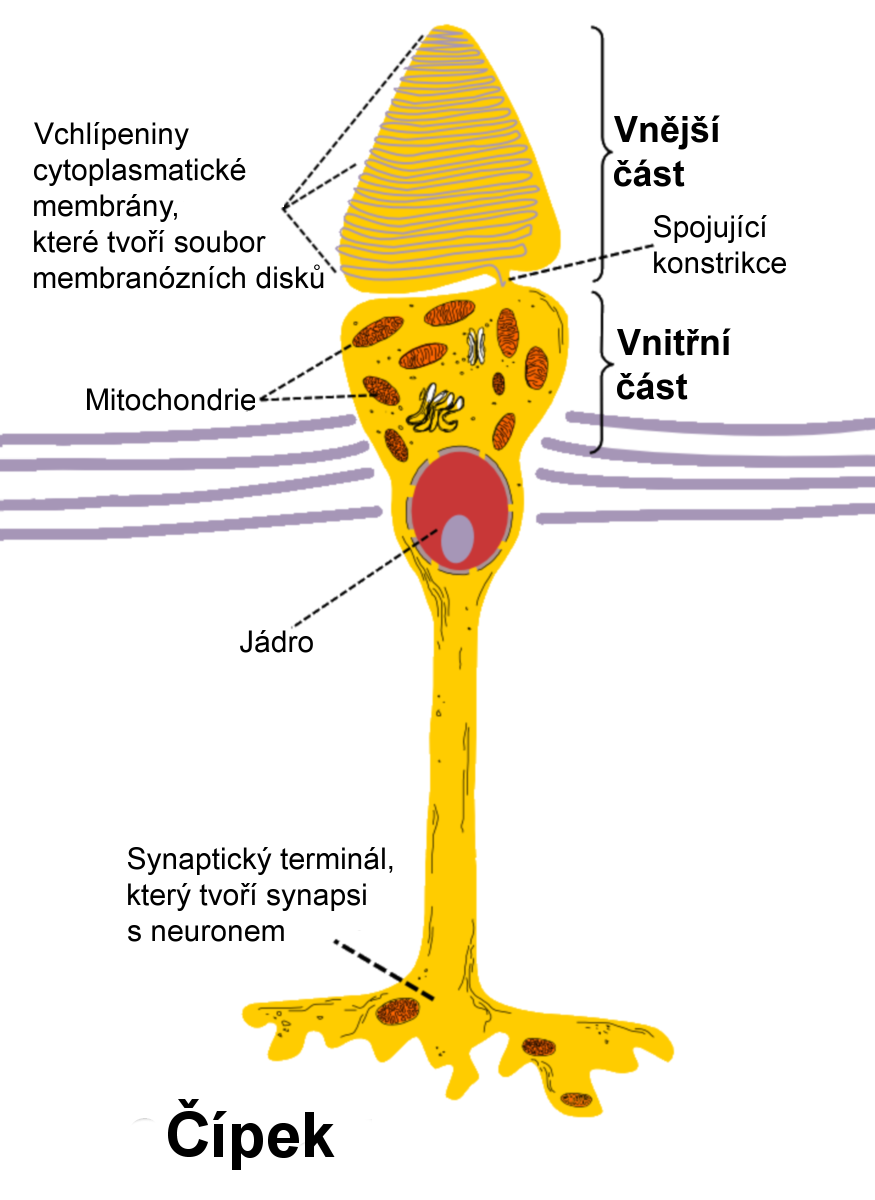
Čípek – stavba

Stavba sítnice; v pravé (vnější) vrstvě je jeden čípek a mnoho tyčinek

Čípek je fotoreceptorická buňka v oční sítnici, která umožňuje barevné vidění. Vyskytuje se v určité podobě u většiny obratlovců, ačkoliv chybí např. u paryb či u některých nočních obratlovců. Čípek je pojmenován podle tvaru buňky, který přibližně zaujímá.

## Evoluce
V oku se obvykle vyskytuje hned několik typů čípků, každý specializovaný na vnímání určité barvy, na níž je přizpůsoben maximální citlivostí. Primitivní obratlovci zřejmě měli hned čtyři druhy čípkových buněk, první ve fialové oblasti (370 nm), druhý v modré oblasti (445 nm), třetí v zelené (508 nm) a konečně čtvrtý v oranžové oblasti (560 nm). Toto tzv. tetrachromické vidění přetrvává u mnoha ryb, želv, ještěrů a ptáků. Citlivost jednotlivých typů čípků může být (u nesavčích obratlovců) dána pomocí různě zbarvených tukových kapének, které fungují jako filtry propouštějící přednostně určitý rozsah vlnových délek světla.
Naopak u savců došlo k ztrátě dvou typů čípkových buněk a většina savců má tedy dichromatické vidění (mají jen buňky specializované na oranžovou a fialovou oblast). U lidoopů však následně vznikl třetí typ čípků, načež jsou obdařeni čípky pro modrofialovou (cca 425 nm), zelenou (cca 530 nm) a oranžovou (cca 560 nm) barvu. Rozdíly v citlivosti čípků jsou u člověka dány existencí tří různých opsinů, tedy světločivných proteinů, přičemž každý má jiné absorpční maximum pro světlo. Vznik třetího typu čípků se odehrál před cca 40 miliony lety a podle jedné z hypotéz nastal při přechodu na stromy ve chvíli, kdy primáti potřebovali rozeznat zralé plody od nezralých podle jejich barvy.

## Lidské čípky

### Stavba
Čípky jsou protáhlé buňky o rozměrech 60 × 1,5 µm, které vznikly modifikací nervových buněk. Skládají se ze dvou částí, vnější (směřující ven z oka) a vnitřní (směřující „do sklivce“). Obě části jsou odděleny konstrikcí (zúženinou). Ve vnější části, která má kónický (čípkovitý) tvar, se nachází samotné centrum vidění. Tato část obsahuje četné disky propojené s membránou (vznikají vchlípením cytoplazmatické membrány). Disky obsahují velké množství proteinu jodopsinu (též fotopsin). Ve vnitřní části buňky se nachází velké množství mitochondrií a glykogenu. To naznačuje, že v této části se soustřeďuje energetický metabolismus, který vyživuje zbytek buňky. Nedaleko se také nachází množství ribozomů (resp. polyribozomy) umožňující rychlou syntézu proteinů.

### Funkce
V každé lidské sítnici je asi 6 milionů čípků (tedy mnohem méně než tyčinek); ovšem existují tři funkční typy. Není možné je rozeznat na základě stavby buňky, ale na základě druhu fotopsinu, jejž obsahují. Každý ze tří druhů buněk totiž obsahuje poněkud jiný jodopsin, jeden je specializován na zelenou barvu, druhý na barvu modrou a třetí na červenou barvu spektra. Čípky potřebují ke své práci poměrně hodně velké osvětlení (rozhodně více než tyčinky), ale na druhou stranu zajišťují preciznější vidění než tyčinky.